# Ernő Richter
Ernő Richter – węgierski kierowca wyścigowy.

## Biografia
Był mechanikiem m.in. kierowcy wyścigowego Józsefa Cserkutiego. W 1987 roku wygrał węgierski konkurs talentów, zaś rok później triumfował w Pucharze Vasért. W sezonie 1989 zadebiutował w mistrzostwach Węgier. Zajął w tamtym roku czwarte miejsce w dywizji 3 (samochody wyścigowe). W latach 1991–1992 rywalizował w Austriackiej Formule Opel Lotus. Ponadto w 1991 roku wspólnie z László Szászem reprezentował Węgry podczas EFDA Nations Cup, zajmując siedemnaste miejsce. W sezonie 1992 zdobył wicemistrzostwo w Węgierskiej Formule 2000, startował wówczas także w Formule Opel Lotus Euroseries. W Węgierskiej Formule 2000 uczestniczył do 1994 roku.